# Hel (pierwiastek)
Hel (He, łac. helium) – pierwiastek chemiczny o liczbie atomowej 2, z grupy helowców (gazów szlachetnych) w układzie okresowym. Jest po wodorze drugim najbardziej rozpowszechnionym pierwiastkiem we wszechświecie, jednak na Ziemi występuje wyłącznie w śladowych ilościach.
Hel stanowi ok. 23% masy wszystkich pierwiastków we Wszechświecie i na Słońcu. W skorupie ziemskiej jego zawartość wynosi 5,5 ppb (5,5×10−7%) w/w, natomiast w atmosferze – 5 ppm (5×10−4%) v/v. Pochodzi głównie z rozpadu jąder promieniotwórczych w naturalnych szeregach promieniotwórczych. W większych stężeniach występuje w gazie ziemnym. W złożach w Stanach Zjednoczonych jego zawartość dochodzi do 1%, w Europie ilość ta jest bardzo mała (z wyjątkiem Polski – do 3%). Praktycznie cały hel, który mógł pierwotnie być na Ziemi, z powodu niereaktywności nie związał się w żaden związek i uleciał z atmosfery w Kosmos.
Występuje w postaci dwóch trwałych izotopów – 3
He i 4
He. Znanych jest także kilka syntetycznych izotopów nietrwałych (T½ poniżej 1 sekundy), z których najbardziej stabilne są 6
He i 8
He.
Hel jest najmniej aktywnym pierwiastkiem chemicznym, z najwyższą spośród pierwiastków energią jonizacji (24,59 eV). Znane są jego związki metastabilne (np. HHeF, (HeO)(CsF) i LiHe) i krótko żyjące cząsteczki HeNe i jony He+
 oraz He2+
. Tworzy też stabilne stałe związki międzycząsteczkowe, np. NeHe2 i 
He@H2O. Na przełomie 2016/2017 doniesiono o otrzymaniu pierwszego stałego związku helu, Na2He, który jest trwały termodynamicznie pod ciśnieniem powyżej 113 GPa (ok. 1,1×106 atm). Tworzy kryształy o strukturze fluorytu.
Nie ma żadnego znaczenia biologicznego.

## Odkrycie helu
Hel odkryto najpierw na Słońcu, później na Ziemi. Podczas całkowitego zaćmienia Słońca, które miało miejsce 18 sierpnia 1868 roku i było widoczne w Indiach, astronom Pierre Janssen, badając widmo korony słonecznej, zaobserwował pomarańczowy prążek odpowiadający długości fali 587,6 nm, którego nie można było przypisać do żadnego spośród znanych wówczas pierwiastków. Ten sam prążek w widmie Słońca zaobserwował 20 października 1868 r. angielski astronom Norman Lockyer. Lockyer i angielski chemik Edward Frankland nadali nowemu pierwiastkowi – emitującemu falę o długości 587,6 nm – nazwę helium od greckiego boga słońca – Heliosa. Przez wiele lat hel był uważany za pierwiastek, który występuje na Słońcu, ale nie występuje na Ziemi. W roku 1895 William Ramsay (wraz z Morrisem Traversem) otrzymał hel po potraktowaniu kleweitu (odmiany uraninitu) kwasem siarkowym. Ramsay przesłał próbkę gazu do Williama Crookesa i Normana Lockyera, którzy zidentyfikowali hel. W tym samym 1895 r., niezależnie od Ramseya, hel odkrył Per Teodor Cleve.

## Hel stały
Hel jako jedyny pierwiastek pozostaje ciekły nawet w temperaturze zera bezwzględnego (pod ciśnieniem atmosferycznym) i zestala się dopiero w podwyższonym ciśnieniu. Ma najniższą temperaturę krzepnięcia spośród pierwiastków: < 0,95 K (pod ciśnieniem 26 atm). W zależności od ciśnienia hel w stanie stałym może zmieniać objętość o 30%. W temperaturze poniżej 0,2–0,4 K hel stały przechodzi przemianę fazową do formy o właściwościach nadciekłych („hel nadstały”).

## Zastosowania helu
- Hel w postaci ciekłej jest używany do chłodzenia, gdy potrzebne są ekstremalnie niskie temperatury, ze względu na bardzo niską temperaturę wrzenia. Stosuje się go m.in. do chłodzenia nadprzewodników.
- Jako najlżejszy gaz bezpieczny (niepalny) był stosowany do wypełniania statków powietrznych lżejszych od powietrza, czyli aerostatów (balony, sterowce). Obecnie ze względu na cenę stosuje się w aerostatach najczęściej ogrzane powietrze.[potrzebny przypis]
- Ze względu na niską rozpuszczalność w osoczu krwi, używany jest jako składnik mieszanki do oddychania w głębokim nurkowaniu.[potrzebny przypis]
- Hel jest używany jako gaz napędowy w balonach do kontrapulsacji wewnątrzaortalnej (cewnik zakończony balonem wprowadzany jest do aorty najczęściej przez tętnicę udową, napełnianie i opróżnianie balonu gazem zgodnie z rytmem serca wspomaga niewydolne krążenie)[15].
- Hel w mieszaninie z tlenem może być używany do wentylacji mechanicznej pacjentów z ciężką obturacją oskrzeli. Hel ma znacznie mniejszą gęstość niż azot. Zastąpienie azotu helem obniża liczbę Reynoldsa i zmienia charakter przepływu gazów w drogach oddechowych z turbulentnego na laminarny, co istotnie obniża opory przepływu. Metoda ma charakter eksperymentalny i nie została wdrożona do powszechnej praktyki klinicznej[16].
- Hel dostarczony do płuc powoduje zmianę wysokości głosu[17][18], ponieważ częstość drgań strun głosowych w komorze rezonansowej, jaką jest krtań, zależy od gęstości ośrodka, w którym te drgania zachodzą (prędkość dźwięku w helu jest ok. 3 razy większa niż w powietrzu). Przeciwny efekt ma wdychanie sześciofluorku siarki[19]. Wdychanie większych ilości helu może prowadzić do utraty przytomności, a nawet śmierci[18][17][20].
- Hipotetycznie izotop 3
He może zostać wykorzystany w kontrolowanej reakcji termojądrowej z deuterem do uzyskiwania energii bez powstawania niepożądanych odpadów promieniotwórczych. Na Ziemi 3
He występuje jedynie śladowo, natomiast znaczne ilości mogą występować w gruncie księżycowym, w związku z czym rozważane są projekty jego wydobycia i transportu z Księżyca na Ziemię[21][22].

## Otrzymywanie helu
- Głównie z gazu ziemnego bogatego w ten pierwiastek (złoża m.in. w Stanach Zjednoczonych);
- Przeróbka skroplonego powietrza metodą destylacji frakcyjnej.

Polskie Górnictwo Naftowe i Gazownictwo posiada jedyną w Unii Europejskiej instalację do pozyskiwania helu w odazotowni gazu ziemnego w Odolanowie i w okolicach Grodziska Wielkopolskiego oraz w instalacji membranowej przy kopalni Kościan-Brońsko; ostateczne oczyszczenie przeprowadzane jest w Odolanowie. W 2012 roku zakończyła się dwuletnia, warta 27,7 mln zł modernizacja, która poprawiła ergonomiczność oraz o ok. 30% wydajność instalacji. Dzięki niej Polska jest jednym z sześciu krajów na świecie produkujących hel. Wśród głównych odbiorców są: Austria, Francja, Niemcy, Szwajcaria, Turcja, Wielka Brytania, kraje bałkańskie.